# مدال یادبود گریگور نارکاتسی
در تاریخ ۲۸ فوریه ۲۰۱۲ وزارت فرهنگ جمهوری ارمنستان قانون شماره 102-A را در مورد ایجاد مدال یادبود گریگور نارکاتسی (ارمنی: Գրիգոր Նարեկացի հուշամեդալ) را به تصویب رساند. این مدال به یاد گریگور نارکاتسی نویسنده، الهی‌دان، و شاعر اهل ارمنستان در سده‌های 10 و 11 میلادی می‌زیسته است نام‌گذاری شده است

## برخی از دریافت‌کنندگان مدال یادبود
- آرمن الباکیان
- گورگن خاچاطریان
- نارک دوریان
- روزا سیرونیان
- اولینا شاهیریان
- جولیتا وارطانیان
- پوغوس هایتایان
- هویک هوویان
- سیلوا یوزباشیان
- یاشار کمال[۱][۲]
- کلادیو پوتزانی[۳]
- ویکتوریا چمبراتسوفا[الف][۴]

## یادداشت
1. ↑  Victoria Chembartseva